# Железняков, Владимир Васильевич
Влади́мир Васи́льевич Железняко́в (28 января 1931 ― 30 декабря 2022, Нижний Новгород, Россия) — советский и российский физик, астрофизик, академик РАН, работал в НИРФИ, ННГУ и Институте прикладной физики, доктор физико-математических наук, Соросовский профессор.
Имеет более 3500 цитирований своих работ. Индекс Хирша — 29.

## Биография
Владимир Васильевич Железняков родился в Нижнем Новгороде. В 1954 году окончил Горьковский государственный университет им. Н. И. Лобачевского по специальности радиофизика, там же в 1957 году окончил аспирантуру под руководством В. Л. Гинзбурга. В 1959 году защитил кандидатскую диссертацию «Теория спорадического радиоизлучения Солнца и планет», в 1964 году защитил докторскую диссертацию по монографии «Радиоизлучение Солнца и планет».
В 1957—1977 гг. работал научным сотрудником и заведующим отделом в НИРФИ. В 1977 году в только созданном ИПФ РАН возглавил отдел астрофизики и физики космической плазмы.
В 1987 году избран членом-корреспондентом АН СССР, а в 1997 году — действительным членом РАН. С 1990 года входил в состав бюро Отделения общей физики и астрономии РАН (ныне Отделения физических наук РАН).
Скончался 30 декабря 2022 года.

## Научные интересы
В. В. Железнякову принадлежат результаты в исследовании генерации и распространения электромагнитных волн в астрофизической плазме, в частности, в создании теории спорадического радиоизлучения Солнца, оптического и рентгеновского излучения пульсаров, в исследовании физических процессов в плазме на магнитных белых карликах и нейтронных звёздах. Им также сделан вклад в электронику больших мощностей, в теорию квантового и классического сверхизлучения, оптику жидких кристаллов и нелинейных явлений в намагниченном вакууме

## Труды
Автор более 180 статей и трёх монографий:
- В. В. Железняков. Радиоизлучение Солнца и планет. — М.: Наука, 1964. — 560 с.
- V. V. Zhelezniakov. Radio Emission of the Sun and Planets. — Pergamon Press, 1970. — 697 с. — ISBN 0080130615.
- В. В. Железняков. Электромагнитные волны в космической плазме. — М.: Наука, 1977. — 432 с.
- V. V. Zhelezniakov. Radiation in Astrophysical Plasmas. — Kluwer, 1996. — 462 с. — ISBN 079233907X. (недоступная ссылка)
- В. В. Железняков. Излучение в астрофизической плазме. — М.: Янус-К, 1997. — 528 с. — 1000 экз. — ISBN 5-88929-032-0. Архивировано 4 марта 2016 года.
- В. В. Железняков. Избранные труды. — Н. Новгород: ИПФ РАН, 2011. Архивировано 19 января 2015 года.

## Преподавательская деятельность
С 1966 года — профессор Горьковского (Нижегородского) университета им. Н. И. Лобачевского. Читал курс лекций по астрофизике и физике космической плазмы.
Читал курсы лекций по астрофизике в качестве приглашённого профессора: США — Мэрилендский университет, 1989; Центр космических полётов Годдарда, 1999; Бразилия — Институт космических исследований, 1995, Нидерланды — Утрехтский университет, 1991; Япония — Нагойский университет, 1990.

## Общественная деятельность
- Член Международного астрономического союза (с 1991), входит в состав Комиссии по радиоастрономии Международного астрономического союза, член бюро Астрономического совета и Совета «Солнце-Земля» РАН.
- Участвовал в работе Комиссии по госпремиям при президенте РФ (1992—2004) и Совета Российского фонда фундаментальных исследований (1992—1999).
- Избирался в состав редколлегии журнала «Solar Physics» (1977—1992).
- Член редколлегии журнала «Известия вузов. Радиофизика» (издаётся в США под названием «Radiophysics and Quantum Electronics») с 1963 года, с 1998 года — главный редактор журнала «Известия вузов. Радиофизика».
- Член экспертной комиссии по премии им. А. А. Белопольского с 1990 года.
- Член Российского программного комитета международной обсерватории «Интеграл»,
- Член Президиума Нижегородского научного центра РАН (2009).

## Награды
- Премия им. А. А. Белопольского по астрофизике АН СССР (1984)
- Соросовский профессор (1994—1995)
- Гранты правительства РФ для выдающихся учёных (1994—2000)
- Грант Фонда содействия отечественной науке в номинации «Выдающиеся учёные» (2006—2007)
- Главная премия издательства МАИК Наука/Интерпериодика по физике (2006)
- Гранты Президента РФ по государственной поддержке ведущих научных школ (1997—2008).